# Aulus Virgini (tribú 461 aC)
Aulus Virgini (llatí: Aulus Verginius) va ser un magistrat i polític romà del segle v aC. Formava part de la branca plebea de la gens Virgínia.
Va ser tribú de la plebs l'any 461 aC i en l'exercici del seu càrrec va acusar Cesó Quint, fill de Luci Quint Cincinnat, i després de diverses alternatives i dures lluites, va aconseguir la seva condemna a mort.